# Cantone di Bricquebec
Il Cantone di Bricquebec è una divisione amministrativa dell'arrondissement di Cherbourg.
A seguito della riforma approvata con decreto del 25 febbraio 2014, che ha avuto attuazione dopo le elezioni dipartimentali del 2015, è passato da 14 a 33 comuni.

## Composizione
I 14 comuni facenti parte prima della riforma del 2014 erano:
- Breuville
- Bricquebec
- L'Étang-Bertrand
- Magneville
- Morville
- Négreville
- Les Perques
- Quettetot
- Rauville-la-Bigot
- Rocheville
- Saint-Martin-le-Hébert
- Sottevast
- Le Valdécie
- Le Vrétot

Dal 2015 i comuni appartenenti al cantone sono i seguenti 33:
- Besneville
- Biniville
- La Bonneville
- Breuville
- Bricquebec
- Catteville
- Colomby
- Crosville-sur-Douve
- L'Étang-Bertrand
- Étienville
- Golleville
- Hautteville-Bocage
- Magneville
- Les Moitiers-en-Bauptois
- Morville
- Négreville
- Néhou
- Neuville-en-Beaumont
- Orglandes
- Les Perques
- Quettetot
- Rauville-la-Bigot
- Rauville-la-Place
- Reigneville-Bocage
- Rocheville
- Saint-Jacques-de-Néhou
- Saint-Martin-le-Hébert
- Saint-Sauveur-le-Vicomte
- Sainte-Colombe
- Sottevast
- Taillepied
- Le Valdécie
- Le Vrétot